# 南那珂郡
南那珂郡（日语：／ Minaminaka gun */?）是過去日本宮崎縣轄下的一個郡，已於2009年3月30日因無管轄町村而廢除。
廢除前轄有以下2町：
- 北鄉町
- 南鄉町

最初的轄區包含現在的日南市和串間市全部地區。

## 歷史
- 1884年：宮崎縣那珂郡被分割為南那珂郡和北那珂郡。
- 1889年5月1日：實施町村制，南那珂郡下設油津町和15個村。（1町15村）
- 1900年1月1日：飫肥村改制為飫肥町。（2町14村）
- 1926年10月1日：福島村改制為福島町。（3町13村）
- 1940年12月1日：南鄉村改制為南鄉町。[1]（4町12村）
- 1941年1月1日：細田村改制為細田町。（5町11村）
- 1948年5月3日：吾田村改制為吾田町。（6町10村）
- 1950年1月1日：油津町、飫肥町、吾田町、東鄉村合併為日南市，並脫離南那珂郡。（3町9村）
- 1951年1月1日：福島町和北方村合併為新設置的福島町。（3町8村）
- 1954年11月3日：福島町、大束村、市木村、本城村、都井村合併為串間市，並脫離南那珂郡。（2町4村）
- 1955年2月11日：細田町和鵜戶村被併入日南市入。（1町3村）
- 1956年4月1日：（1町1村）
  - 酒谷村被併入日南市。
  - 榎原村被廢除，轄區分別併入南鄉町和日南市。
- 1959年1月1日：北鄉村改制為北鄉町。[2]（2町）
- 2009年3月30日：北鄉町、南鄉町與日南市合併為新設置的日南市，同時南那珂郡因無管轄町村而被廢除。

| 1889年以前 | 1889年5月1日 | 1889年 - 1944年            | 1945年 -                   | 1954年                     | 1955年 - 1988年            | 1989年 - 現在              | 現在                       |
| ---------- | ------------ | -------------------------- | -------------------------- | -------------------------- | -------------------------- | -------------------------- | -------------------------- |
|            | 北鄉村       | 北鄉村                     | 北鄉村                     | 北鄉村                     | 1959年1月1日 改制為北鄉町  | 2009年3月30日 日南市       | 2009年3月30日 日南市       |
|            | 油津町       | 油津町                     | 油津町                     | 1950年1月1日 日南市        | 1950年1月1日 日南市        | 2009年3月30日 日南市       | 2009年3月30日 日南市       |
|            | 吾田村       | 吾田村                     | 1948年5月3日 改制為吾田町  | 1950年1月1日 日南市        | 1950年1月1日 日南市        | 2009年3月30日 日南市       | 2009年3月30日 日南市       |
|            | 飫肥村       | 1900年1月1日 改制為飫肥町  | 1900年1月1日 改制為飫肥町  | 1950年1月1日 日南市        | 1950年1月1日 日南市        | 2009年3月30日 日南市       | 2009年3月30日 日南市       |
|            | 東鄉村       |                            |                            | 1950年1月1日 日南市        | 1950年1月1日 日南市        | 2009年3月30日 日南市       | 2009年3月30日 日南市       |
|            | 細田村       | 1941年1月1日 改制為細田町  | 1941年1月1日 改制為細田町  | 1941年1月1日 改制為細田町  | 1955年2月11日 併入日南市   | 2009年3月30日 日南市       | 2009年3月30日 日南市       |
|            | 鵜戶村       |                            |                            |                            | 1955年2月11日 併入日南市   | 2009年3月30日 日南市       | 2009年3月30日 日南市       |
|            | 酒谷村       | 酒谷村                     | 酒谷村                     | 酒谷村                     | 1956年4月1日 併入日南市    | 2009年3月30日 日南市       | 2009年3月30日 日南市       |
|            | 榎原村       |                            |                            |                            | 1956年4月1日 併入日南市    | 2009年3月30日 日南市       | 2009年3月30日 日南市       |
| 南鄉町     |              |                            |                            |                            |                            | 2009年3月30日 日南市       | 2009年3月30日 日南市       |
|            | 南鄉村       | 1940年12月1日 改制為南鄉町 | 1940年12月1日 改制為南鄉町 | 1940年12月1日 改制為南鄉町 |                            | 2009年3月30日 日南市       | 2009年3月30日 日南市       |
|            | 福島村       | 1926年10月1日 改制為福島町 | 1926年10月1日 改制為福島町 | 1951年1月1日 合併為福島町  | 1954年11月3日 合併為串間市 | 1954年11月3日 合併為串間市 | 1954年11月3日 合併為串間市 |
|            | 北方村       |                            |                            | 1951年1月1日 合併為福島町  | 1954年11月3日 合併為串間市 | 1954年11月3日 合併為串間市 | 1954年11月3日 合併為串間市 |
|            | 大束村       |                            |                            |                            | 1954年11月3日 合併為串間市 | 1954年11月3日 合併為串間市 | 1954年11月3日 合併為串間市 |
|            | 本城村       |                            |                            |                            | 1954年11月3日 合併為串間市 | 1954年11月3日 合併為串間市 | 1954年11月3日 合併為串間市 |
|            | 市木村       |                            |                            |                            | 1954年11月3日 合併為串間市 | 1954年11月3日 合併為串間市 | 1954年11月3日 合併為串間市 |
|            | 都井村       |                            |                            |                            | 1954年11月3日 合併為串間市 | 1954年11月3日 合併為串間市 | 1954年11月3日 合併為串間市 |